# Edward Griffith
Edward Griffith (1790 - 8 de gener de 1858) va ser un naturalista britànic. Va escriure General and Particular Descriptions of the Vertebrated Animals (1821) i va traduir a l'anglès de Georges Cuvier l'obra Règne animal, de la qual va fer addicions considerables (1827–35). Fill de William Griffith de Stanwell, Middlesex, va estudiar a St. Paul's School, London. Va ser un dels membres fundadors de la Zoological Society, i membre de la Linneana (1822). El 1821 va publicar la primera part de ‘General and Particular Descriptions of the Vertebrated Animals' amb planxes acolorides. La primera part tractava dels simis i el lèmurs però aquesta obra va quedar incompleta. La traducció de Cuvier va ser publicada entre 1827 i 1834, Griffith en va ser el director en cap i el van ajudar Charles Hamilton Smith, Edward Pidgeon i John Edward Gray (aquest darrer pel que fa als ocells).